# Eutério (homem magnífico)
Eutério (em latim: Eutherius) foi um oficial romano do final do século VI. Um homem magnífico (vir magnificus), nada se sabe sobre sua vida, exceto que quando faleceu uma certa Clementina, possivelmente sua esposa, enviou uma carta para o papa Gregório I (r. 590–604) informando o ocorrido, e o último enviou-lhe uma epístola de consolação.